# Филд, Салли
Са́лли Ма́ргарет Филд (англ. Sally Margaret Field; род. 6 ноября 1946, Пасадина, штат Калифорния) — американская актриса, певица, режиссёр и продюсер, чья карьера охватывает пять десятилетий.
Филд начала свою карьеру в подростковом возрасте в середине шестидесятых на телевидении. Она исполнила главные роли в нескольких ситкомах, таких как «Гиджет» (1965—1966) и «Летающая монахиня» (1967—1970). В последующие годы она продолжила карьеру комедийной актрисы на телевидении, а в 1976 году добилась признания критиков за исполнение главной роли в телевизионной психологической драме «Сибил», которая принесла ей первую премию «Эмми». Год спустя она получила номинацию на «Золотой глобус» за роль в коммерчески успешном кинофильме «Смоки и Бандит».
Одним из главных достижений в карьере актрисы стала роль в социальной драме 1979 года «Норма Рэй», которая принесла ей несколько престижных наград, включая «Оскар», «Золотой глобус» и награду Каннского кинофестиваля за лучшую женскую роль. Она продолжала играть главные роли в кино, снимаясь как в драмах, так и в комедиях. В 1984 году она исполнила главную роль в драме «Места в сердце», о жизни техасской вдовы с двумя детьми в годы Великой депрессии, которая принесла ей ещё один «Оскар» и «Золотой глобус». Во второй половине восьмидесятых она сыграла в фильмах «Любовь Мёрфи» и «Стальные магнолии». В девяностых Филд продолжала активно сниматься в кино, однако с меньшим успехом. В 1991 году она исполнила главную роль в драме «Без дочери — никогда», которая получила смешанные отзывы от критиков и не имела успеха в прокате, а также в успешных фильмах «Мыльная пена», «Миссис Даутфайр» и «Форрест Гамп». Во второй половине девяностых Филд сделала перерыв в кинокарьере, занявшись режиссурой и продюсерской деятельностью.
В 2001 году Филд выиграла свою вторую премию «Эмми» за роль в телесериале «Скорая помощь». С 2006 по 2011 год она исполняла роль Норы Уокер в телесериале «Братья и сёстры», за которую получила премию «Эмми» за «Лучшую женскую роль в драматическом телесериале» в 2007 году и награду Гильдии киноактёров США за «Лучшую женскую роль в драматическом сериале» в 2009 году. Филд вернулась на большой экран в 2012году с ролями Мэри Тодд Линкольн в картине «Линкольн» и тёти Мэй в блокбастере «Новый Человек-паук». За роль Мэри Тодд Линкольн актриса была номинирована на премии «Оскар», «Золотой глобус», BAFTA и Гильдии киноактёров США, а также была отмечена рядом наград кинокритиков.

## Детство и юность
Салли Маргарет Филд родилась в Пасадине, Калифорния, 6 ноября 1946 года в семье киноактрисы Маргарет Филд (урождённой Маргарет Джой Морлан) и армейского офицера Ричарда Драйдена Филда. Родители Филд развелись в 1950 году, и вскоре её мать вышла замуж за актёра и каскадёра Джока Махони. Маргарет Филд умерла в день 65-летия своей дочери, 6 ноября 2011 года, в возрасте 89 лет.
Филд окончила школу Портола объединённого школьного округа Лос-Анджелеса, а после Бирмингемскую среднюю школу, где её одноклассниками были финансист Майкл Милкен и актриса Синди Уильямс. Позже она обучалась в Актёрской студии Ли Страсберга.

## Карьера

### 1965—1974: Первые успехи на телевидении
Филд дебютировала на экране в 1962 году с небольшой ролью в фантастическом фильме «Лунный пилот». Она получила свою первую главную роль в 1965 году, в восемнадцатилетнем возрасте, в комедийном сериале телеканала ABC «Гиджет», рассказывающем о приключениях девушки-сёрфера. Хотя сериал стал одной из первых программ телеканала, которые транслировались в цветном изображении, его рейтинги были невысоки, и он был закрыт весной следующего года, после выхода тридцати двух эпизодов. Позже сериал приобрёл определённую популярность благодаря летним повторам, а Филд стала кумиром подростков, вследствие чего руководство телеканала решило запустить сериал «Летающая монахиня», с актрисой в главной роли. Из-за популярности среди подростков «Гиджет» Milton Bradley Company выпустила настольную игру, в которой использовался образ Салли Филд. Кроме демонстрирования своих актёрских способностей, она также исполнила несколько песен и даже выпустила альбом-саундтрек к сериалу. Альбом достиг 172 строчки в чарте Billboard 200, а сингл «Felicidad», выпущенный в 1967 году, попал на 94 место в Billboard Hot 100. Сериал «Летающая монахиня» достиг успеха, просуществовав в эфире три сезона, с 7 сентября 1967 по 18 сентября 1970 года. За этот период было снято 83 эпизода, которые в настоящее время выходят в синдикации на кабельном телевидении в США. Она пробовалась на главную роль в фильме 1967 года «Выпускник», однако безуспешно. В том же году Филд исполнила свою первую крупную роль в полнометражном кино, в вестерне «Путь на Запад», где её партнёрами выступили такие звёзды, как Кирк Дуглас и Роберт Митчем.
После завершения сериала карьера Филд пошла в гору. В 1971 году актриса сыграла в телевизионном драматическом фильме «Может быть, я вернусь домой весной», о девушке-хиппи, которая возвращается домой к родителям со своим возлюбленным-наркоманом, роль которого исполнил Дэвид Кэррадайн. Год спустя она сыграла главную роль в триллере «Домой на праздники», о девушке, за которой охотится убийца с целью заполучить её наследство. С 1973 по 1974 год Филд снялась в главной роли в фэнтези-комедии канала NBC «Девушка из массовки». Сериал просуществовал один сезон и был закрыт после 22 эпизодов.

### 1975—1978: Начало карьеры в кино
В 1975 году Филд сыграла главную женскую роль в фильме «Оставайся голодным», где также снимались Джефф Бриджес и Арнольд Шварценеггер. Год спустя она получила массу восторженных отзывов за исполнение роли Сибил Дорсет в телевизионном биографическом фильме «Сибил», о молодой женщине, чья жизнь была настолько тяжела, что она живёт личностями тринадцати совершенно разных людей. Критики сошлись во мнении, что игра Филд в картине была на очень высоком уровне, достойном премии «Оскар», несмотря на то, что это телевизионный фильм. За свою роль в фильме актриса получила свою первую крупную награду в карьере — премию «Эмми» в категории «Лучшая актриса в мини-сериале или фильме». Считается, что именно после «Сибил» Филд заслужила уважение теле- и киносообщества и смогла отбросить ранее привязанный к ней образ «Летающей монахини».
В 1977 году Филд сыграла главную женскую роль в кинокомедии «Смоки и Бандит», на съёмках которого познакомилась с Бертом Рейнольдсом. У них начался роман, а также весьма успешный союз на экране, в таких фильмах, как «Конец» и «Хупер», оба вышли в 1978 году. «Смоки и Бандит» имел огромный успех как в прокате, став вторым самым прибыльным фильмом года, так и у кинокритиков. Картина принесла актрисе первую номинацию на премию «Золотой глобус» в категории «Лучшая женская роль— комедия или мюзикл», но она проиграла награду Дайан Китон. В том же году она снялась в фильме «Герои», который достиг чуть меньшего успеха в прокате.

### 1979—1983: Первый «Оскар» и признание

Филд в фильме «Норма Рэй»

В конце семидесятых Филд поставила перед собой задачу отойти от экранного клише подруги Берта Рейнольдса, начав в первую очередь сниматься в драматических картинах. 1979 год стал переломным в её карьере, на экраны вышел фильм «Норма Рэй», рассказывающий о молодой женщине из маленького городка в Северной Каролине, которая организовала профсоюз с целью борьбы с произволом владельцев текстильной фабрики. Выступление актрисы в ленте получило массу благоприятных отзывов от критиков, которые сошлись во мнении, что она, наконец, полностью избавилась от амплуа комедиантки и показала свои самые сильные актёрские способности. Критик Винсент Кэнби из The New York Times назвал игру Филд «впечатляющей», которая даёт ей продемонстрировать свой талант драматической актрисы, играя интеллектуально сильного персонажа. Филд выиграла ряд наград за свою роль. Она получила приз Каннского кинофестиваля за лучшую женскую роль, премии различных кинокритиков, премию «Золотой глобус» за «Лучшую женскую роль в драме», а также высшую кинонаграду США — премию «Оскар» за лучшую женскую роль. Персонаж Нормы Рэй Вебстер был включён в список Американского института киноискусства под названием «100 лучших героев и злодеев», заняв в нём пятнадцатое место. В 2011 году фильм «Норма Рэй» был включён в Национальный реестр фильмов В том же году на экраны вышел малоуспешный фильм-катастрофа «Пленники «Посейдона»» с участием Филд.
В 1980 году Филд в последний раз появилась на экранах вместе с Бертом Рейнольдсом, в фильме «Смоки и бандит 2». Он был разгромлен критиками, но всё же смог принести прибыль в прокате, собрав почти семьдесят миллионов долларов в США. Год спустя она снялась в двух фильмах: комедии «Просёлочные дороги» с Томми Ли Джонсом и драме Сидни Поллака «Без злого умысла» с Полом Ньюманом. Фильм «Просёлочные дороги» получил смешанные отзывы от критиков и имел малый успех в прокате, а «Без злого умысла», наоборот, был встречен с массой положительных отзывов и собрал более сорока миллионов долларов в прокате, а Филд получила номинацию на «Золотой глобус» в категории «Лучшая женская роль — драма». Следующим проектом в карьере актрисы стала романтическая комедия «Поцелуй меня на прощанье», рассказывающая о вдове бродвейского шоумена, которая вновь хочет выйти замуж. Роль в фильме принесла актрисе очередную номинацию на премию «Золотой глобус» в категории «Лучшая женская роль— комедия или мюзикл».

### 1984—1990: Второй «Оскар» и последующая карьера
В первый раз я этого не почувствовала, а сейчас чувствую и не могу отрицать, что нравлюсь вам, прямо сейчас, вы меня любите!
В 1984 году Филд вновь привлекла внимание общественности благодаря главной роли в картине «Места в сердце». Фильм имел большой успех у кинокритиков, став одной из наиболее успешных лент года. Сюжет был сосредоточен на жизни недавно овдовевшей Эдны Сполдинг, которая осталась одна с двумя детьми на ферме в Техасе, в годы Великой депрессии. Критики благосклонно высказывались о работе Филд в фильме, назвав её вдохновляющей. За свою роль актриса вновь получила премии «Оскар» и «Золотой глобус» за лучшую женскую роль. Выиграв свой второй «Оскар», в своей благодарственной речи Салли Филд произнесла фразу: «В первый раз я этого не почувствовала, а сейчас чувствую и не могу отрицать, что нравлюсь вам, прямо сейчас, вы меня любите!» (англ. «… The first time I didn't feel it, but this time I feel it, and I can't deny the fact that you like me, right now, you like me!»). Однако эта фраза вызвала много насмешек и пародий и в конце концов закрепилась в американской культуре в виде: «Я вам нравлюсь, я вам действительно нравлюсь!» (англ. «You like me, you really like me!»). Американцы часто произносят эту фразу, насмешливо изображая восхищённую женщину с заниженной самооценкой. В 2006 году фильм был включён в список «100 самых вдохновляющих американских фильмов за 100 лет по версии AFI». Примечательно, что фильм «Норма Рэй», за который Филд выиграла «Оскар», также попал в список.
Следующим проектом Филд стала комедия «Любовь Мёрфи» 1985 года, где она выступила не только исполнительницей главной роли, но и производителем. Вместе со своей подругой, продюсером Лорой Зискин, она создала собственную производственную студию под названием Fogwood Films. Картина была встречена с благоприятными отзывами от критиков и была довольно популярна в кинотеатрах. Филд получила шестую в карьере номинацию на премию «Золотой глобус» в категории «Лучшая женская роль— комедия или мюзикл». В 1987 году она снялась в комедии «Сдавайтесь» с Майклом Кейном. Проект был разгромлен критиками, которые назвали его посредственным, и собрал в прокате чуть больше пяти миллионов долларов, а год спустя актриса появилась в более успешной ленте под названием «Изюминка», с Томом Хэнксом.
Последним проектом актрисы в восьмидесятых стала лента «Стальные магнолии», где также снялись Ширли МакЛейн, Долли Партон, Дэрил Ханна, Олимпия Дукакис и Джулия Робертс, в роли дочери героини Филд. «Стальные магнолии» были сняты по одноимённой офф-бродвейской пьесе Роберта Харлинга. Фильм о женщинах и для женщин достиг успеха как в прокате, став самой прибыльной лентой с актрисой в восьмидесятых, так и у критиков, которые хвалили её правдивое исполнение роли женщины, которая только что похоронила собственную дочь. Хотя некоторые критики предполагали, что Филд получит за фильм третью номинацию на «Оскар», этого не случилось. Однако она получила номинацию на «Золотой глобус» в категории «Лучшая женская роль — драма» за свою роль в 1990 году. В 1989 году она была одним из членов жюри на Каннском кинофестивале.

### 1991—1995: Карьерный спад
Первым проектом актрисы в девяностые годы стала биографическая лента «Без дочери — никогда», основанная на жизни Бетти Махмуди, которая сбегает с дочерью от своего мужа-тирана из Ирака. Фильм был подвергнут критике со стороны мусульман из-за искажения принципов мусульманства и ислама. Кинокритики также давали фильму негативные отзывы, называя его «эксплуатирующим стереотипы», «несбалансированным и искажающим действительность», «расистским» и «грубо комическим». Журнал Entertainment Weekly и вовсе дал фильму низший балл, назвав его «кошмаром, во всех смыслах этого слова». Актёрская работа Филд также вызвала смешанные отзывы, от благоприятных до резко негативных, что привело её к номинации на антипремию «Золотая малина» за «Худшую женскую роль».
Филд смогла восстановить своё имя успешной актрисы благодаря комедии «Мыльная пена», которая была выпущена в прокат спустя три месяца после провала «Без дочери — никогда». Комедия, в которой актриса сыграла роль стареющей звезды мыльных опер, стремящейся возродить свою карьеру, конкурируя с более молодыми особами, получила хорошие отзывы со стороны критиков и имела успех в прокате. Автором сценария выступил Роберт Харлинг, с которым Филд ранее работала в «Стальных магнолиях». Критики хвалили комедийные таланты актрисы, отмечая её органичность в исполнении роли господствующей «Королевы мыльных опер» Селесты Талберт, а также оригинальность, запутанность и лёгкость сюжета. В том же 1991 году она выступила в качестве продюсера фильма «Умереть молодым», главную роль в котором исполнила Джулия Робертс, ранее снявшаяся с Филд в «Стальных магнолиях». Хотя в целом фильм собрал в основном отрицательные отзывы, он был весьма успешен в прокате, собрав более восьмидесяти миллионов долларов в мире.
В 1993 году актриса предстала в новом для себя амплуа комедиантки, выступив в популярном телешоу «Субботним вечером в прямом эфире». В том же году она снялась вместе с Робином Уильямсом в чрезвычайно коммерчески успешном фильме «Миссис Даутфайр», который стал одним из самых прибыльных фильмов года, заняв второе место, уступив первое научно-фантастической картине «Парк Юрского периода». Филд также озвучила одного из главных персонажей, гималайскую кошку Сэсси, в фильме «Дорога домой: Невероятное путешествие» в 1993, а также в его сиквеле, «Дорога домой 2: Затерянные в Сан-Франциско» 1996 года. Обе части имели успех в прокате.
В 1994 году Филд сыграла ещё одну знаковую роль в карьере, мать главного героя в фильме «Форрест Гамп». Том Хэнкс, сыгравший её сына, был всего на десять лет моложе актрисы. Картина имела огромный успех, став одним из самых прибыльных фильмов в истории. Филд получила хорошие отзывы от критиков за свою роль, а также была номинирована на премии Гильдии киноактёров США за «Лучшую женскую роль второго плана» и BAFTA за «Лучшую женскую роль второго плана».

### 1996—2000: Уход из кино и режиссёрский дебют
В 1996 году Филд была удостоена специальной премии Берлинского кинофестиваля. В том же году на экраны был выпущен психологический триллер Джона Шлезингера «Око за око» с Филд в главной роли женщины, чья семнадцатилетняя дочь была изнасилована и жестоко убита, но преступник не был наказан, ввиду недостаточности улик, вследствие чего она начинает вершить самосуд над ним. Отзывы были по большей части отрицательные. Тем не менее фильм смог принести прибыль в прокате. Когда Филд исполнилось пятьдесят, чувствуя, что интересных ролей становится всё меньше и меньше, она решила на время уйти из полнометражного кино, чтобы сконцентрироваться на других сферах деятельности.
После почти двух десятилетий работы в полнометражном кино актриса вернулась на телевидение. Она выступила создателем и исполнительницей главной роли в историческом мини-сериале из шести частей «Секрет успеха». Критики хорошо приняли проект, и Филд была номинирована на премии «Эмми» в категориях «Лучший мини-сериал» и «Лучшая актриса в мини-сериале или фильме». Она также получила номинации на «Золотой глобус» за «Лучшую женскую роль в мини-сериале или телефильме» и на премию Гильдии киноактёров США за «Лучшую женскую роль в телефильме или мини-сериале». В 1996 году она дебютировала в качестве режиссёра, сняв телефильм «Рождественская ёлка», где главную роль исполнила Джули Харрис. Позже она выступила в качестве режиссёра мини-сериала канала HBO «С Земли на Луну» в 1998 году и полнометражного фильма «Красивая», с Минни Драйвер в главной роли, в 2000 году. Она снялась ещё в двух телефильмах: драме канала Showtime «Служанка» в 1999 году, за что в очередной раз получила номинации на «Эмми» и премию Гильдии киноактёров США, а также в биографической ленте совместного производства США и Великобритании «Дэвид Копперфильд», которая принесла ей номинацию на премию Гильдии киноактёров США.

### 2001—2011: Возвращение на телевидение

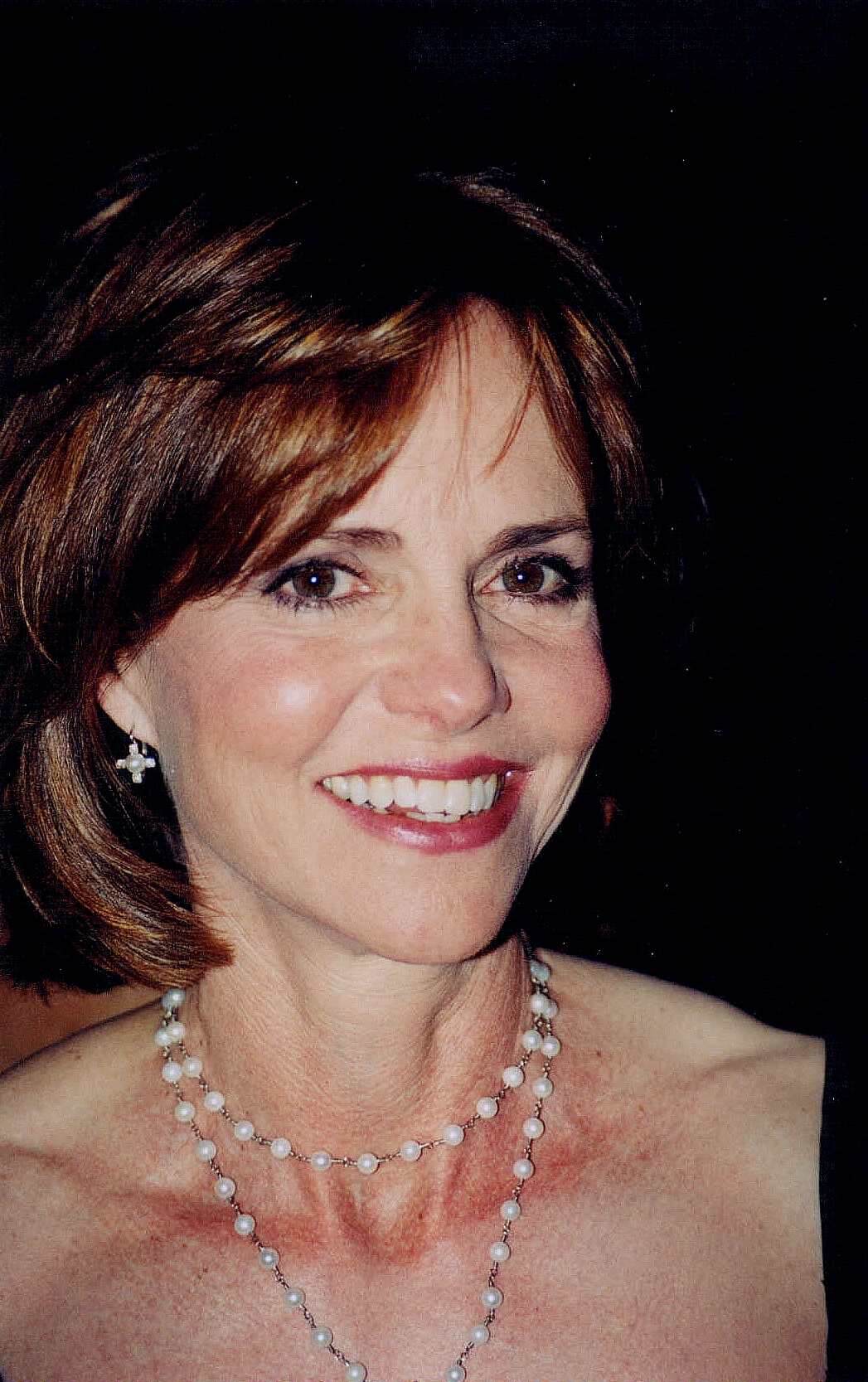
В 2002 году

Филд была приглашённой звездой в телесериале «Скорая помощь» в 2000 году. Она исполнила роль Мэгги Вэйзенски, матери героини Моры Тирни, страдавшей биполярным расстройством. Появление актрисы в сериале привлекло к экранам более 31 миллиона зрителей, что стало самым высоким результатом для сериала в тот год. Роль принесла ей премию «Эмми» в категории «Лучшая приглашённая актриса в драматическом телесериале» в 2001 году.
Филд предприняла попытку вернуться на телевидение с главной ролью в политическом телесериале «Суд» в 2002 году. Он был закрыт после всего шести эпизодов. В том же году актриса дебютировала на бродвейской сцене в пьесе Эдварда Олби «Коза или Сильвия, кто же она?». Она ещё несколько раз возвращалась в «Скорую помощь», вплоть до 2006, получив ещё одну номинацию на «Эмми» в 2003 году. В 2005 году она сделала ещё одну попытку возвращения на телевидение, снявшись в пилоте сериала «Убеждённость» для канала CBS. Он не был заказан для последующего производства. В тот период она снялась в нескольких фильмах: «Там, где сердце» в 2001, «Блондинка в законе 2» в 2003 году, а также сыграла главную роль в драме 2006 года «Две недели», о последних днях жизни женщины, больной раком. В 2008 году она озвучила главного антагониста в мультфильме «Русалочка: Начало истории Ариэль», а также принимала участие в записи саундтрека к нему.

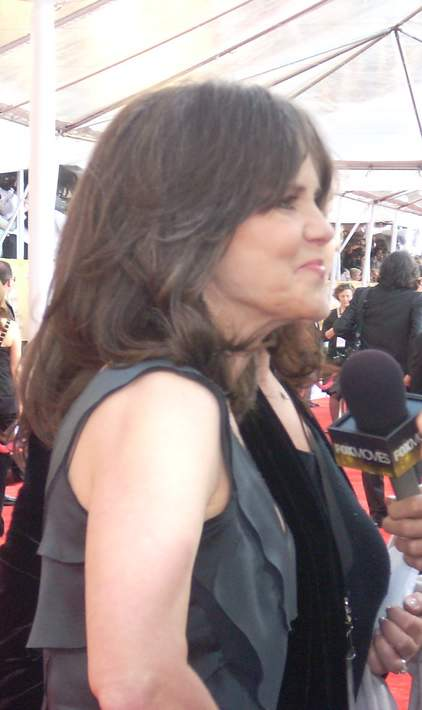
Филд в 2008 году на вручении премии Гильдии киноактёров США

В 2006 году Филд пригласили на главную роль Норы Уокер, матриарха семейства Уокеров, в телесериале канала ABC «Братья и сёстры». Его премьера состоялась 24 сентября 2006, а финал 8 мая 2011 года. Роль взрослых детей её героини исполнили уже заслуженные актрисы Рэйчел Гриффитс и Калиста Флокхарт, а также менее известные актёры Мэттью Риз, Бальтазар Гетти и Дэйв Эннэйбл. В первоначальном варианте пилотного эпизода семейство Уокеров носило фамилию Марш, а их мать имела имя Ив и была сыграна актрисой Бетти Бакли. Персонаж в исполнении Бакли не был центральным героем в пилоте и был задуман как испорченная жизнью женщина, озлобленная на весь мир. Позже продюсеры решили полностью изменить концепцию сериала и персонажа, сделав её главной героиней, мягкой и располагающей к себе женщиной, любящей своих детей и внуков, и на роль была приглашена Филд. Пилотный эпизод был переснят с изменённой Норой, а также Кевином, первоначально сыгранным Джонатаном Лапалья, которого позже заменил Мэттью Риз, когда персонаж был переделан из рядового разведённого адвоката в гея, имеющего множество партнёров. Критики хорошо приняли сериал и исполнение актрисой роли главы большого семейства. Она выиграла премию «Эмми» в категории «Лучшая актриса в драматическом сериале» в 2007 году, награду «Гильдии киноактёров США за лучшую женскую роль в драматическом сериале» в 2009 году, а также была номинирована на «Золотой глобус» за «Лучшую женскую роль в телевизионном сериале — драма» в 2008 и 2009 годах.

### 2012 — настоящее время
В ноябре 2010 года было объявлено, что Филд присоединилась к актёрскому ансамблю фильма «Новый Человек-паук» в роли тёти Мэй. Съёмки фильма начались 6 декабря 2010 года в Лос-Анджелесе, который вышел в прокат в июле 2012 года. В 2011 году было объявлено, что она сыграет роль Мэри Тодд Линкольн в фильме Стивена Спилберга «Линкольн». Её партнёром по фильму выступает Дэниел Дэй-Льюис. О том, что Филд снимется в фильме, было известно ещё в сентябре 2007 года, однако официально это было объявлено лишь в апреле 2011 года. Спилберг в одном из своих интервью сказал, что «Филд всегда была моим первым выбором на роль, где она может продемонстрировать все хрупкость и сложность Мэри Тодд Линкольн». Съёмки начались 17 октября 2011, а его премьера состоялась в четвёртом квартале 2012 года. Её перевоплощение было хорошо принято критиками, и большинство из них сошлись во мнении, что роль первой леди США может принести ей третий «Оскар».
5 мая 2014 года состоялась церемония открытия именной звезды Салли Филд на Голливудской «Аллее славы». Летом того же года актриса сыграла заглавную роль в независимой комедийной драме «Здравствуйте, меня зовут Дорис», рассказывающей о шестидесятилетней женщине, которая после смерти матери начинает роман со своим молодым коллегой (роль которого сыграл Макс Гринфилд). На премьерном показе фильма в рамках кинофестиваля SXSW в марте 2015 года Филд получила похвалу от критиков. После премьеры критики отмечали Филд перспективным претендентом на премию «Оскар» за лучшую женскую роль.

## Личная жизнь
Филд вышла замуж за Стивена Крейга в 1968 году, у них двое общих детей: писатель Питер Крейг (род. 10 ноября 1969) и актёр и режиссёр Илай Крейг (род. 25 мая 1972). Они развелись в 1975 году, и спустя некоторое время у актрисы начался роман с актёром Бертом Рейнольдсом. Их союз также стал популярным на экране, когда они вместе снялись в нескольких фильмах. В 1984 году она вышла замуж за кинопродюсера Алана Грисмана. У них есть общий сын Сэмюэль (род. 2 декабря 1987). 29 октября 1988 года актриса вместе со своей семьёй пережила крушение самолёта, когда он потерял мощность при взлёте. Все отделались небольшими травмами. Филд и Грисман развелись в 1993 году. На протяжении более двух десятилетий Филд одинока, однако, как заявляет сама актриса, ей это нравится.
Так же как и её мать, Салли Филд страдает от остеопороза и снималась в серии рекламных роликов лекарств от этого недуга. Образ Филд несколько раз был предметом пародий в телешоу «Субботним вечером в прямом эфире». В нём были сделаны пародии на её знаменитую речь на «Оскаре», а также рекламные ролики, где она снялась. У Филд дружеские отношения с актрисами Голди Хоун и Джейн Фондой. Филд также выступает против пластической хирургии. Как говорит сама актриса, она старается относиться к старению с философией и в последние годы даже не закрашивает седые волосы.

## Политические взгляды
Если бы миром правили матери, то не было бы чёртовых войн, прежде всего!
Во время своей речи при получении премии «Эмми» в 2007 году Филд сделала антивоенное заявление: «Если бы миром правили матери, то не было бы чёртовых войн, прежде всего!» (англ. «If mothers ruled the world, there wouldn't be any good goddamn wars in the first place»). Во время прямой трансляции телеканал Fox подвергнул речь Филд цензуре, отключив звук, когда она её произносила, после фразы «Если бы миром правили женщины, то не было бы..». После трансляция возобновилась, и страна услышала финальную строчку: «Эта награда принадлежит всем матерям мира». Она ушла со сцены под громкие аплодисменты присутствующих. После эфира на пресс-конференции актриса сказала, что хотела отдать дань уважения матерям всего мира своей речью. «Я очень серьёзно полагаю, что, если бы миром правили женщины, мы не отправляли наших детей на бойню», — заявила Филд. При этом она признала, что ей не стоило произносить на национальном телевидении слово «чёртовы».
Филд активный борец за права женщин. Она является членом совета директоров Vital Voices Global Partnership, международного сообщества NGO и Global Leadership Awards. В 2004 году она вместе с Джейн Фондой, Кристин Лахти и драматургом Евой Энслер протестовала против решения мексиканского правительства закрыть расследование убийства сотен женщин в городе Сьюдад-Хуарес. Она также поддерживала кандидатуру Хиллари Клинтон в компании на пост президента США в 2008 году.
Филд на протяжении многих лет поддерживает права ЛГБТ-сообщества. Младший сын актрисы, Сэмюэль, является геем, и Филд помогла совершить ему каминг-аут в двадцатилетнем возрасте. В октябре 2012 года она была удостоена премии Кампании за права человека за свою гуманитарную работу.

## Фильмография
| Фильмы               | Фильмы                                     | Фильмы                                       | Фильмы                            | Фильмы                               |
| Год                  | Название на русском                        | Название на английском                       | Роль                              | Примечания                           |
| -------------------- | ------------------------------------------ | -------------------------------------------- | --------------------------------- | ------------------------------------ |
| 1962                 | Лунный пилот                               | Moon Pilot                                   | Девочка в массовке                | Не указана в титрах                  |
| 1967                 | Путь на Запад                              | The Way West                                 | Мерси Макби                       |                                      |
| 1976                 | Оставайся голодным                         | Stay Hungry                                  | Мэри Тейт Фарнсворт               |                                      |
| 1977                 | Смоки и Бандит                             | Smokey and the Bandit                        | Кэрри / 'Фрог'                    |                                      |
| 1977                 | Герои                                      | Heroes                                       | Кэрол Белл                        |                                      |
| 1978                 | Конец                                      | The End                                      | Мэри Эллен                        |                                      |
| 1978                 | Хупер                                      | Hooper                                       | Гвен Дойл                         |                                      |
| 1979                 | Норма Рэй                                  | Norma Rae                                    | Норма Рэй                         |                                      |
| 1979                 | Пленники «Посейдона»                       | Beyond the Poseidon Adventure                | Селеста Уитмен                    |                                      |
| 1980                 | Смоки и бандит 2                           | Smokey and the Bandit II                     | Кэрри / 'Фрог'                    |                                      |
| 1981                 | Просёлочные дороги                         | Back Roads                                   | Эми Пост                          |                                      |
| 1981                 | Без злого умысла                           | Absence of Malice                            | Меган Картер                      |                                      |
| 1982                 | Поцелуй меня на прощанье                   | Kiss Me Goodbye                              | Кей Виллано                       |                                      |
| 1984                 | Места в сердце                             | Places in the Heart                          | Эдна Сполдинг                     |                                      |
| 1985                 | Любовь Мёрфи                               | Murphy’s Romance                             | Эмма Мориарти                     |                                      |
| 1987                 | Сдавайтесь                                 | Surrender                                    | Дэйзи Морган                      |                                      |
| 1988                 | Изюминка                                   | Punchline                                    | Лайла Крыцик                      |                                      |
| 1989                 | Стальные магнолии                          | Steel Magnolias                              | Мэйлин Итантен                    |                                      |
| 1991                 | Без дочери — никогда                       | Not Without My Daughter                      | Бетти Махмуди                     |                                      |
| 1991                 | Мыльная пена                               | Soapdish                                     | Селеста Талберт / Мэгги           |                                      |
| 1993                 | Дорога домой: Невероятное путешествие      | Homeward Bound: The Incredible Journey       | Сэсси                             | Озвучивание                          |
| 1993                 | Миссис Даутфайр                            | Mrs. Doubtfire                               | Миранда Хиллард                   |                                      |
| 1994                 | Форрест Гамп                               | Forrest Gump                                 | Миссис Гамп                       |                                      |
| 1996                 | Око за око                                 | Eye for an Eye                               | Карен Маккен                      |                                      |
| 1996                 | Дорога домой 2: Затерянные в Сан-Франциско | Homeward Bound II: Lost in San Francisco     | Сэсси                             | Озвучивание                          |
| 2000                 | Там, где сердце                            | Where the Heart Is                           | Мама Лил                          | Камео                                |
| 2001                 | Скажи, что это не так                      | Say It Isn’t So                              | Валдин Уингфилд                   |                                      |
| 2003                 | Блондинка в законе 2                       | Legally Blonde 2: Red, White and Blonde      | Виктория Рудд                     |                                      |
| 2006                 | Две недели                                 | Two Weeks                                    | Анита Бергман                     |                                      |
| 2008                 | Русалочка: Начало истории Ариэль           | The Little Mermaid: Ariel’s Beginning        | Марина Дель Рей                   | Озвучивание                          |
| 2012                 | Новый Человек-паук                         | The Amazing Spider-Man                       | Тётя Мэй                          |                                      |
| 2012                 | Линкольн                                   | Lincoln                                      | Мэри Тодд Линкольн                |                                      |
| 2014                 | Новый Человек-паук. Высокое напряжение     | The Amazing Spider-Man 2                     | Тётя Мэй                          |                                      |
| 2015                 | Здравствуйте, меня зовут Дорис             | Hello, My Name Is Doris                      | Дорис                             |                                      |
| Телевидение          |                                            |                                              |                                   |                                      |
| Год                  | Название на русском                        | Название на английском                       | Роль                              | Примечания                           |
| 1965-1966            | Гиджет                                     | Gidget                                       | Фрэнсис Элизабет «Гиджет» Лоуренс | 32 эпизода, главная роль             |
| 1966-1967            | Эй, Арендодатель                           | Hey, Landlord                                | Бонни Баннер                      | 4 эпизода                            |
| 1967-1970            | Летающая монахиня                          | The Flying Nun                               | Элси Этхрингтон «Сестра Бертрилл» | 82 эпизода, главная роль             |
| 1971                 | Может быть, я вернусь домой весной         | Maybe I’ll Come Home in the Spring           | Дениз «Денни» Миллер              |                                      |
| 1971                 | Женатые                                    | Hitched                                      | Розелла Бриджмен                  |                                      |
| 1971                 | Брак: Первый год                           | Marriage: Year One                           | Джейн Дайден                      |                                      |
| 1972                 | Домой на праздники                         | Home for the Holidays                        | Кристин Морган                    |                                      |
| 1973-1974            | Девушка из массовки                        | The Girl with Something Extra                | Салли Бёртон                      | 22 эпизода, главная роль             |
| 1976                 | Бриджер                                    | Bridger                                      | Дженнифер Мелфорд                 |                                      |
| 1976                 | Сибил                                      | Sybil                                        | Сибил Дорсет                      |                                      |
| 1977                 | С Рождеством Христовым, Джордж Бейли       | Merry Christmas, George Bailey               | Миссис Бейли / рассказчик         |                                      |
| 1995                 | Секрет успеха                              | A Woman of Independent Means                 | Бесс Олкотт Стид Гарнер           | Мини-сериал                          |
| 1998                 | С Земли на Луну                            | From the Earth to the Moon                   | Труди Купер                       | Мини-сериал                          |
| 1999                 | Служанка                                   | A Cooler Climate                             | Ирис                              |                                      |
| 2000                 | Дэвид Копперфильд                          | David Copperfield                            | Тётя Бетси Тротвуд                |                                      |
| 2000-2006            | Скорая помощь                              | ER                                           | Мэгги Вэйзенски                   | Повторяющаяся роль, 12 эпизодов      |
| 2002                 | Суд                                        | The Court                                    | Кейт Нолан                        | Был закрыт после 6 эпизодов          |
| 2005                 | Убеждённость                               | Conviction                                   |                                   | Телевизионный пилот                  |
| 2006-2011            | Братья и сёстры                            | Brothers & Sisters                           | Нора Уокер                        | 109 эпизодов, главная роль           |
| 2017                 | Спилберг                                   | Spielberg                                    | В роли себя                       | Документальный фильм                 |
| 2018                 | Маньяк                                     | Maniac                                       | Доктор Грета Мантлрэй             | Мини-сериал                          |
| 2020                 | Послания из другого мира                   | Dispatches from Elsewhere                    | Дженис Фостер                     | Мини-сериал                          |
| 2022                 | Время побеждать: Расцвет династии Лейкерс  | Winning Time: The Rise of the Lakers Dynasty | Джесси Басс                       |                                      |
| В качестве продюсера |                                            |                                              |                                   |                                      |
| Год                  | Название на русском                        | Название на английском                       | Роль                              | Примечания                           |
| 1985                 | Любовь Мёрфи                               | Murphy’s Romance                             |                                   | Полнометражный фильм                 |
| 1991                 | Умереть молодым                            | Dying Young                                  |                                   | Полнометражный фильм                 |
| 1995                 | Секрет успеха                              | A Woman of Independent Means                 |                                   | Мини-сериал                          |
| 1996                 | Рождественская ёлка                        | The Christmas Tree                           |                                   | Телевизионный фильм                  |
| 1997                 | Потерянные дети Берлина                    | The Lost Children of Berlin                  |                                   | Документальный фильм                 |
| 2000                 | Красивая                                   | Beautiful                                    |                                   | Полнометражный фильм                 |
| 2002                 | Незнакомые сердца                          | A Stranger’s Heart                           |                                   | Телевизионный фильм                  |
| 2010-2011            | Братья и сёстры                            | Brothers & Sisters                           |                                   | Телесериал                           |
| Режиссёрские работы  |                                            |                                              |                                   |                                      |
| Год                  | Название на русском                        | Название на английском                       | Роль                              | Примечания                           |
| 1996                 | Рождественская ёлка                        | The Christmas Tree                           |                                   | Телевизионный фильм, также сценарист |
| 1998                 | С Земли на Луну                            | From the Earth to the Moon                   |                                   | Мини-сериал                          |
| 2000                 | Красивая                                   | Beautiful                                    |                                   | Полнометражный фильм                 |

## Награды и номинации
| Список наград, номинаций и почётных премий Салли Филд | Список наград, номинаций и почётных премий Салли Филд | Список наград, номинаций и почётных премий Салли Филд   | Список наград, номинаций и почётных премий Салли Филд | Список наград, номинаций и почётных премий Салли Филд |
| Год                                                   | Награда                                               | Категория                                               | Работа                                                | Результат                                             |
| ----------------------------------------------------- | ----------------------------------------------------- | ------------------------------------------------------- | ----------------------------------------------------- | ----------------------------------------------------- |
| 1977                                                  | «Эмми»                                                | Лучшая актриса в мини-сериале или фильме                | «Сибил»                                               | Победа                                                |
| 1978                                                  | «Золотой глобус»                                      | Лучшая женская роль— комедия или мюзикл                 | «Смоки и Бандит»                                      | Номинация                                             |
| 1979                                                  | Общество кинокритиков Нью-Йорка                       | Лучшая актриса                                          | «Норма Рэй»                                           | Победа                                                |
| 1979                                                  | Национальный совет кинокритиков США                   | Лучшая актриса                                          | «Норма Рэй»                                           | Победа                                                |
| 1979                                                  | Ассоциация кинокритиков Лос-Анджелеса                 | Лучшая актриса                                          | «Норма Рэй»                                           | Победа                                                |
| 1980                                                  | Каннский кинофестиваль                                | Приз Каннского кинофестиваля за лучшую женскую роль     | «Норма Рэй»                                           | Победа                                                |
| 1980                                                  | «Кинонаграды Америки»                                 | Лучшая актриса                                          | «Норма Рэй»                                           | Победа                                                |
| 1980                                                  | Общество кинокритиков Канзаса                         | Лучшая актриса                                          | «Норма Рэй»                                           | Победа                                                |
| 1980                                                  | Национальное общество кинокритиков США                | Лучшая актриса                                          | «Норма Рэй»                                           | Победа                                                |
| 1980                                                  | «Золотой глобус»                                      | Лучшая женская роль — драма                             | «Норма Рэй»                                           | Победа                                                |
| 1980                                                  | «Оскар»                                               | Лучшая женская роль                                     | «Норма Рэй»                                           | Победа                                                |
| 1982                                                  | «Выбор народа»                                        | Любимая киноактриса                                     |                                                       | Победа                                                |
| 1982                                                  | «Золотой глобус»                                      | Лучшая женская роль — драма                             | «Без злого умысла»                                    | Номинация                                             |
| 1982                                                  | «Кинонаграды Америки»                                 | Любимая кинозвезда                                      |                                                       | Победа                                                |
| 1983                                                  | «Золотой глобус»                                      | Лучшая женская роль— комедия или мюзикл                 | «Поцелуй меня на прощанье»                            | Номинация                                             |
| 1984                                                  | «Золотое яблоко»                                      | Звезда года                                             |                                                       | Победа                                                |
| 1985                                                  | «Золотой глобус»                                      | Лучшая женская роль — драма                             | «Места в сердце»                                      | Победа                                                |
| 1985                                                  | «Оскар»                                               | Лучшая женская роль                                     | «Места в сердце»                                      | Победа                                                |
| 1986                                                  | Театральное общество Гарвардского университета        | Женщина года                                            |                                                       | Победа                                                |
| 1986                                                  | «Women in Film Crystal + Lucy Awards»                 | Специальная премия                                      |                                                       | Победа                                                |
| 1986                                                  | «Выбор народа»                                        | Любимая киноактриса                                     |                                                       | Номинация                                             |
| 1986                                                  | «Золотой глобус»                                      | Лучшая женская роль— комедия или мюзикл                 | «Любовь Мёрфи»                                        | Номинация                                             |
| 1990                                                  | «Золотой глобус»                                      | Лучшая женская роль — драма                             | «Стальные магнолии»                                   | Номинация                                             |
| 1995                                                  | BAFTA                                                 | Лучшая женская роль второго плана                       | «Форрест Гамп»                                        | Номинация                                             |
| 1995                                                  | Премия Гильдии киноактёров США                        | Лучшая женская роль второго плана                       | «Форрест Гамп»                                        | Номинация                                             |
| 1995                                                  | «Kids’ Choice Awards»                                 | Любимая киноактриса                                     | «Форрест Гамп»                                        | Номинация                                             |
| 1996                                                  | «Золотой глобус»                                      | Лучшая женская роль — мини-сериал или телефильм         | «Секрет успеха»                                       | Номинация                                             |
| 1996                                                  | «Эмми»                                                | Лучшая актриса в мини-сериале или фильме                | «Секрет успеха»                                       | Номинация                                             |
| 1996                                                  | «Эмми»                                                | Лучший мини-сериал                                      | «Секрет успеха»                                       | Номинация                                             |
| 1996                                                  | Премия Гильдии киноактёров США                        | Лучшая женская роль в телефильме или мини-сериале       | «Секрет успеха»                                       | Номинация                                             |
| 1996                                                  | Берлинский кинофестиваль                              | Специальная премия                                      |                                                       | Победа                                                |
| 1999                                                  | Международный кинофестиваль в Санта-Барбаре           | Специальная премия                                      |                                                       | Победа                                                |
| 2000                                                  | «Эмми»                                                | Лучшая актриса в мини-сериале или фильме                | «Служанка»                                            | Номинация                                             |
| 2000                                                  | Премия Гильдии киноактёров США                        | Лучшая женская роль — мини-сериал или телефильм         | «Служанка»                                            | Номинация                                             |
| 2001                                                  | «Эмми»                                                | Лучшая приглашённая актриса в драматическом телесериале | «Скорая помощь»                                       | Победа                                                |
| 2001                                                  | Премия Гильдии киноактёров США                        | Лучшая женская роль в драматическом сериале             | «Скорая помощь»                                       | Номинация                                             |
| 2001                                                  | Премия Гильдии киноактёров США                        | Лучшая женская роль — мини-сериал или телефильм         | «Дэвид Копперфильд»                                   | Номинация                                             |
| 2001                                                  | Американское общество кинооператоров                  | Специальная премия                                      |                                                       | Победа                                                |
| 2003                                                  | «Эмми»                                                | Лучшая приглашённая актриса в драматическом телесериале | «Скорая помощь»                                       | Номинация                                             |
| 2004                                                  | «Премия канала TV Land»                               | Любимая звезда из сверхъестественной классики           | «Девушка из массовки»                                 | Номинация                                             |
| 2004                                                  | «Премия канала TV Land»                               | Любимый персонаж, как «рыба без воды»                   | «Летающая монахиня»                                   | Номинация                                             |
| 2005                                                  | «Премия канала TV Land»                               | Любимый «воздушно-десантный» персонаж                   | «Летающая монахиня»                                   | Победа                                                |
| 2005                                                  | «Премия канала TV Land»                               | Любимая звезда большого и малого экрана                 |                                                       | Победа                                                |
| 2006                                                  | «Премия канала TV Land»                               | Звезда из фильма недели                                 | «Сибил»                                               | Номинация                                             |
| 2007                                                  | «Спутниковая награда»                                 | Лучшая женская роль в драматическом сериале             | «Братья и сёстры»                                     | Номинация                                             |
| 2007                                                  | «Эмми»                                                | Лучшая актриса в драматическом сериале                  | «Братья и сёстры»                                     | Победа                                                |
| 2008                                                  | Премия Гильдии киноактёров США                        | Лучшая женская роль в драматическом сериале             | «Братья и сёстры»                                     | Номинация                                             |
| 2008                                                  | «Спутниковая награда»                                 | Лучшая женская роль в драматическом сериале             | «Братья и сёстры»                                     | Номинация                                             |
| 2008                                                  | «Выбор народа»                                        | Любимая телезвезда                                      | «Братья и сёстры»                                     | Номинация                                             |
| 2008                                                  | «Призм»                                               | Лучшая женская роль в драматическом сериале             | «Братья и сёстры»                                     | Победа                                                |
| 2008                                                  | «Золотой глобус»                                      | Лучшая женская роль в телевизионном сериале — драма     | «Братья и сёстры»                                     | Номинация                                             |
| 2008                                                  | «Эмми»                                                | Лучшая актриса в драматическом сериале                  | «Братья и сёстры»                                     | Номинация                                             |
| 2009                                                  | «Золотой глобус»                                      | Лучшая женская роль в телевизионном сериале — драма     | «Братья и сёстры»                                     | Номинация                                             |
| 2009                                                  | «Выбор народа»                                        | Любимая телезвезда                                      | «Братья и сёстры»                                     | Номинация                                             |
| 2009                                                  | Премия Гильдии киноактёров США                        | Лучшая женская роль в драматическом сериале             | «Братья и сёстры»                                     | Победа                                                |
| 2009                                                  | «Эмми»                                                | Лучшая актриса в драматическом сериале                  | «Братья и сёстры»                                     | Номинация                                             |
| 2012                                                  | Кампания за права человека                            | Специальная премия                                      |                                                       | Победа                                                |
| 2012                                                  | Премия круга кинокритиков Нью-Йорка                   | Лучшая актриса второго плана                            | «Линкольн»                                            | Победа                                                |
| 2012                                                  | Премия общества кинокритиков Бостона                  | Лучшая актриса второго плана                            | «Линкольн»                                            | Победа                                                |
| 2012                                                  | Премия ассоциации кинокритиков Вашингтона             | Лучшая актриса второго плана                            | «Линкольн»                                            | Номинация                                             |
| 2012                                                  | Премия ассоциации кинокритиков Вашингтона             | Лучший актёрский состав                                 | «Линкольн»                                            | Номинация                                             |
| 2012                                                  | Премия ассоциации кинокритиков Феникса                | Лучшая актриса второго плана                            | «Линкольн»                                            | Номинация                                             |
| 2012                                                  | Премия «Выбор кинокритиков»                           | Лучшая актриса второго плана                            | «Линкольн»                                            | Номинация                                             |
| 2012                                                  | Премия «Выбор кинокритиков»                           | Лучший актёрский состав                                 | «Линкольн»                                            | Номинация                                             |
| 2012                                                  | Премия ассоциации кинокритиков Чикаго                 | Лучшая актриса второго плана                            | «Линкольн»                                            | Номинация                                             |
| 2013                                                  | Международный кинофестиваль в Палм-Спрингс            | Специальная премия                                      |                                                       | Победа                                                |
| 2013                                                  | Премия Гильдии киноактёров США                        | Лучшая актриса второго плана                            | «Линкольн»                                            | Номинация                                             |
| 2013                                                  | Премия Гильдии киноактёров США                        | Лучший актёрский состав в фильме                        | «Линкольн»                                            | Номинация                                             |
| 2013                                                  | «Золотой глобус»                                      | Лучшая актриса второго плана                            | «Линкольн»                                            | Номинация                                             |
| 2013                                                  | Премия национального общества кинокритиков США        | Лучшая актриса второго плана                            | «Линкольн»                                            | Номинация                                             |
| 2013                                                  | BAFTA                                                 | Лучшая женская роль второго плана                       | «Линкольн»                                            | Номинация                                             |
| 2013                                                  | «Оскар»                                               | Лучшая женская роль второго плана                       | «Линкольн»                                            | Номинация                                             |
| 2014                                                  | Голливудская «Аллея славы»                            | Звезда на «Аллее славы»                                 |                                                       | Победа                                                |

Источник: